# Evangelische Friedhofskirche (St. Georgen)

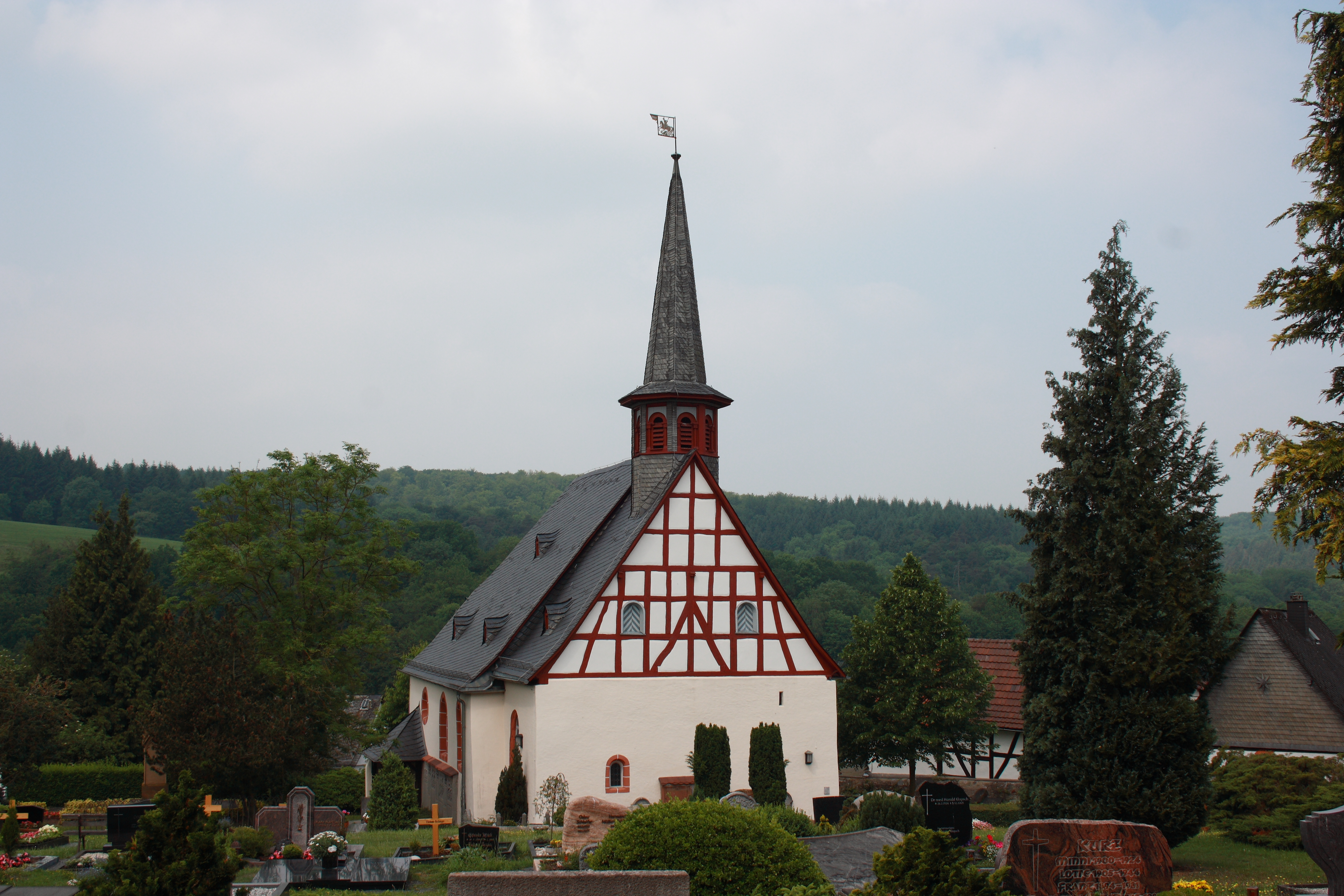
Evangelische Friedhofskirche St. Georgen in Braunfels

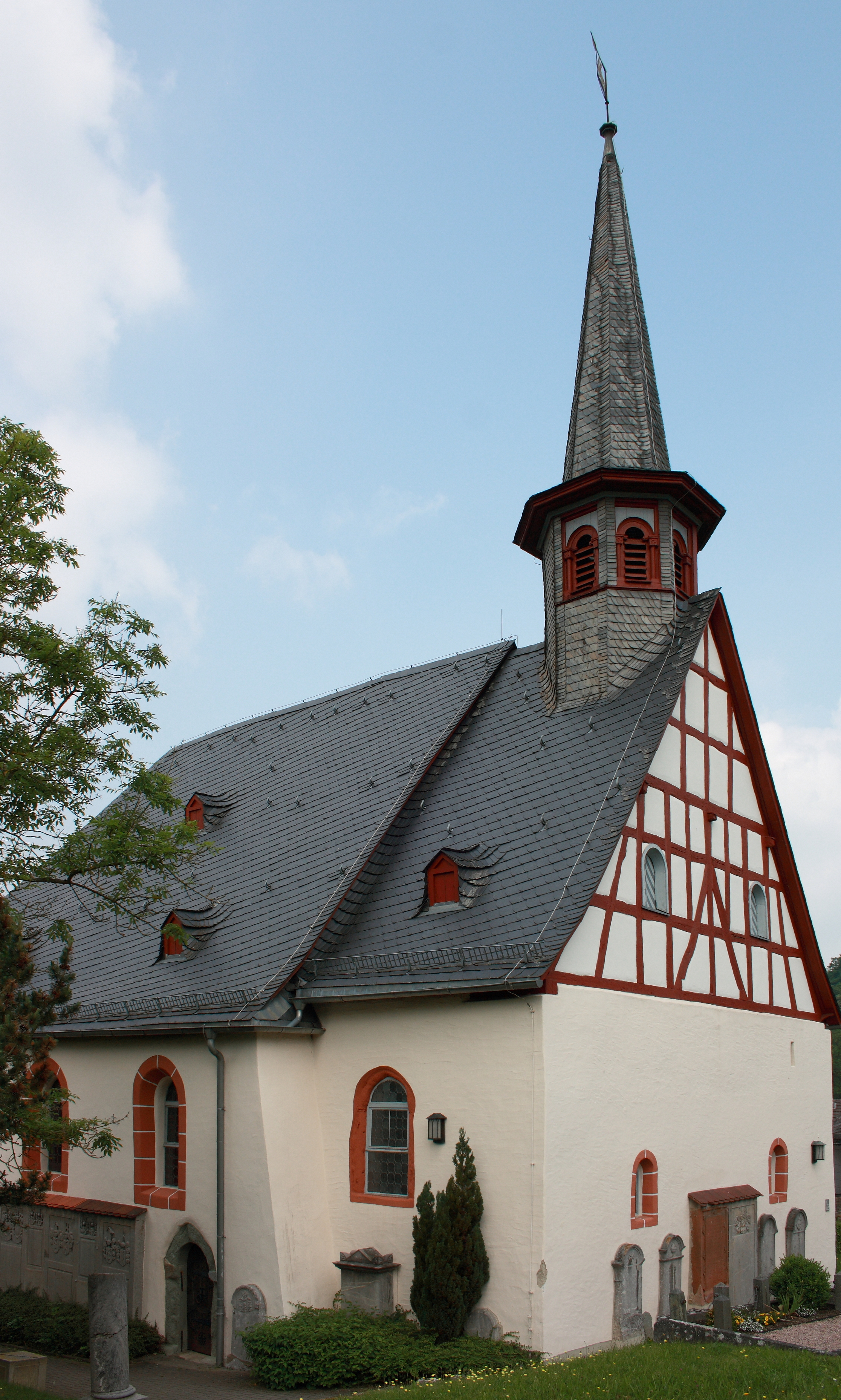
Ansicht von Südosten

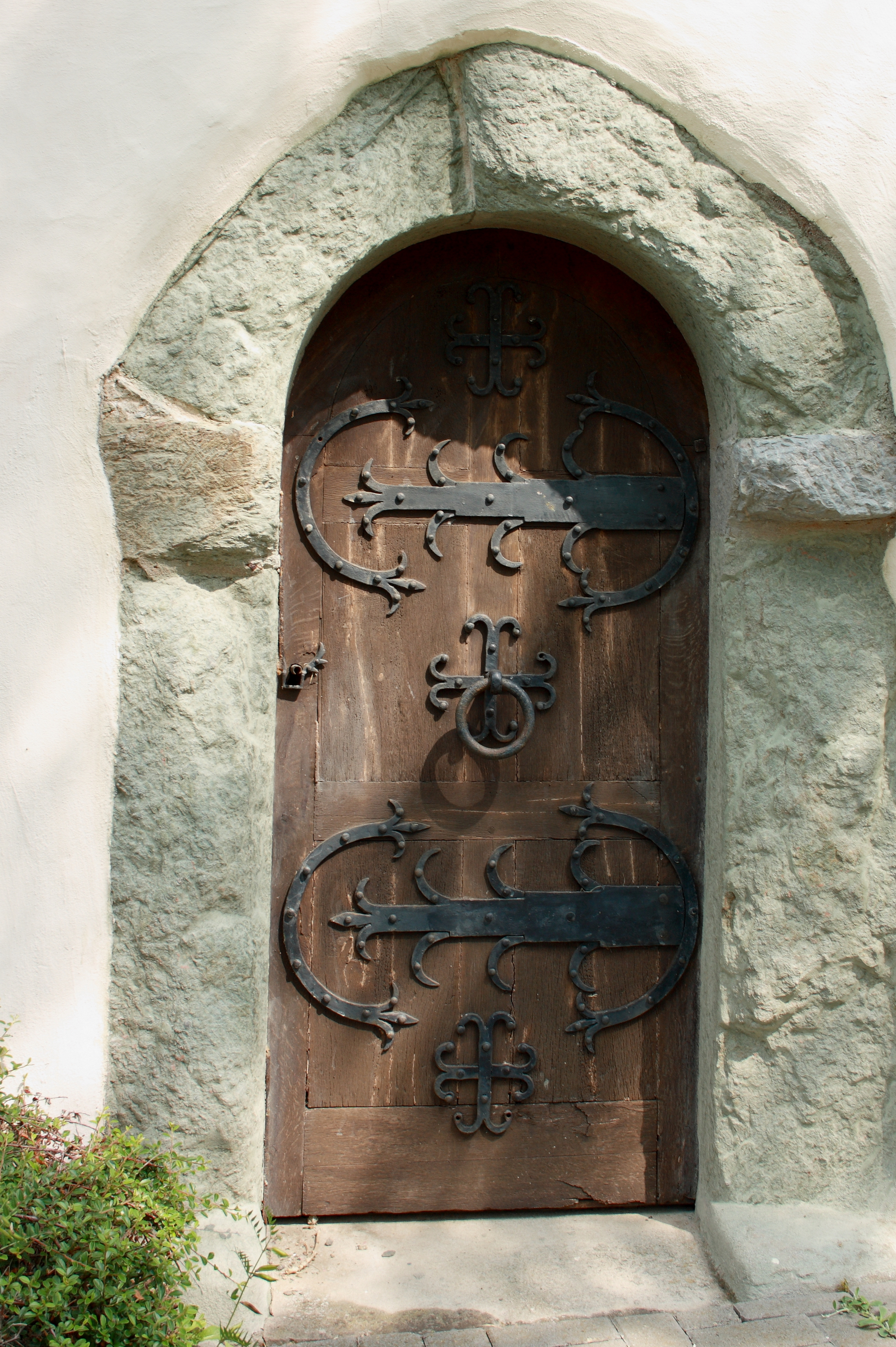
Romanisches Portal an der Südseite

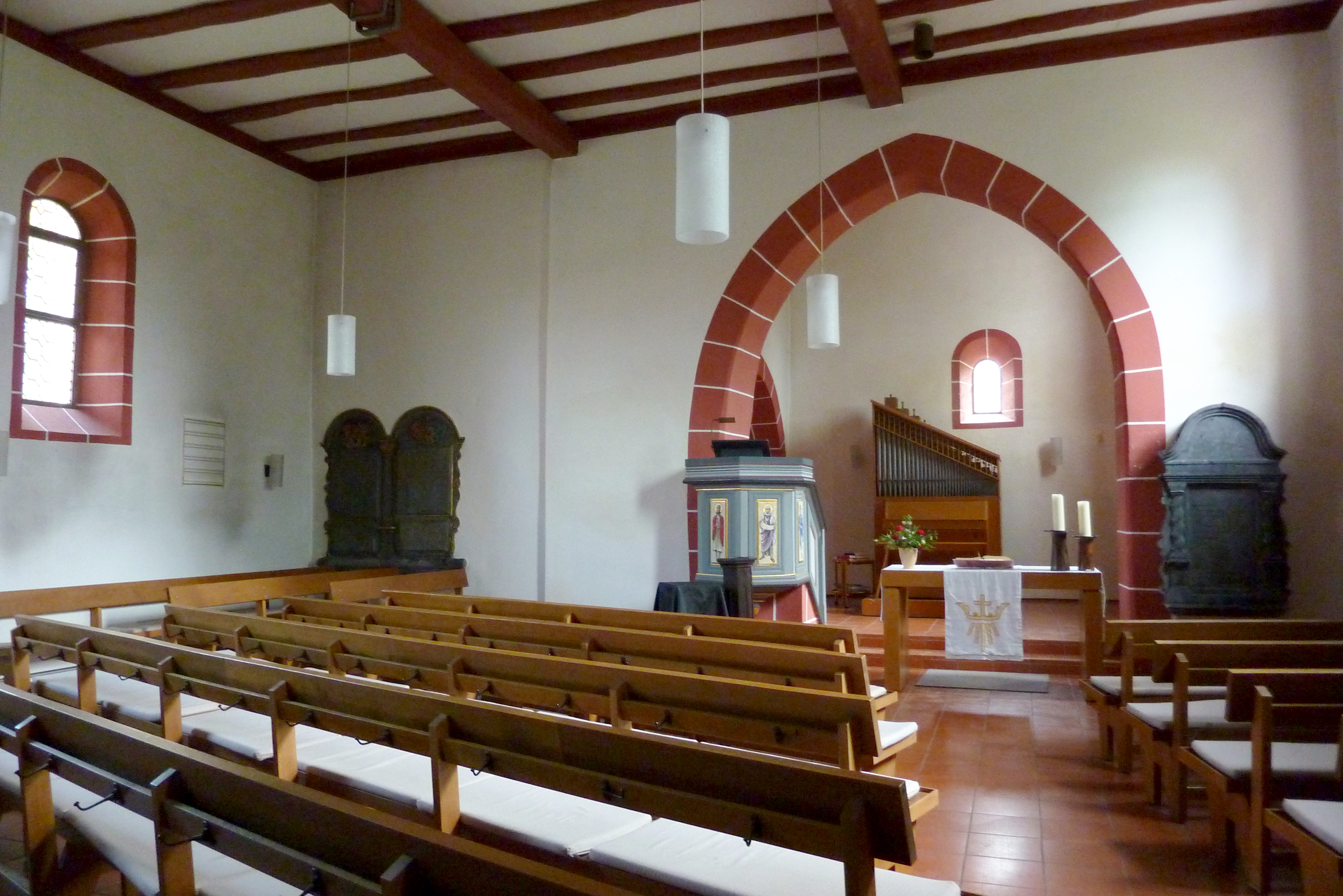
Innenraum

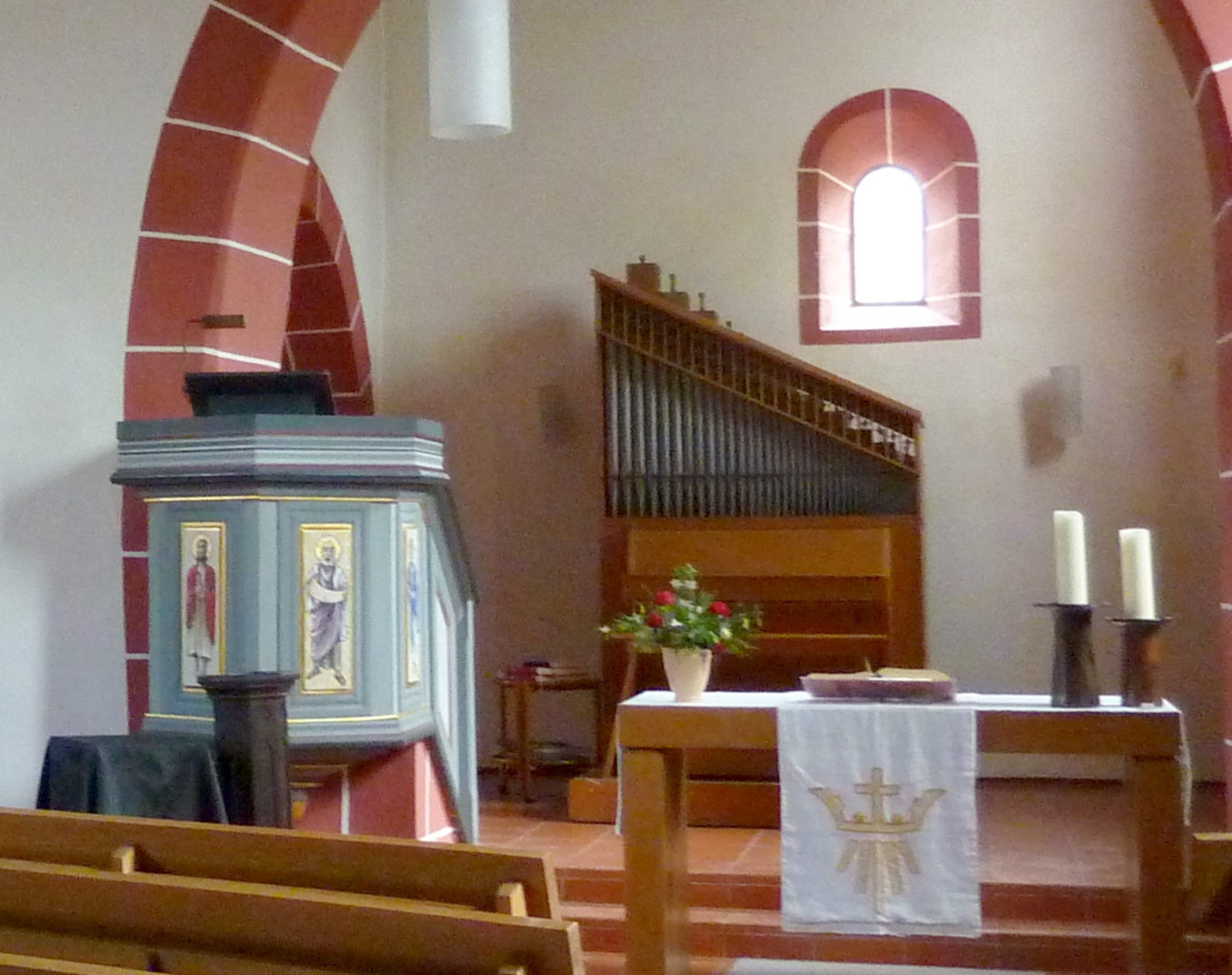
Kanzel, Altar und Orgel

Die evangelische Friedhofskirche St. Georgen in Braunfels, einer Stadt im Lahn-Dill-Kreis in Hessen, ist ein spätromanischer Bau, der im 15. und 17. Jahrhundert mehrfach umgebaut wurde. Die Saalkirche, wahrscheinlich das älteste Gebäude von Braunfels, ist hessisches Kulturdenkmal.

## Geschichte
Eine dem heiligen Georg geweihte Kirche mit einem Geistlichen ist erstmals im Jahr 1319 bezeugt. Braunfels war im Mittelalter nach Altenkirchen eingepfarrt und gehörte zum Archipresbyterat Wetzlar im Archidiakonat St. Lubentius in Dietkirchen in der Erzdiözese Trier. Unter Graf Otto II. von Braunfels erfolgte 1491 ein Umbau. St. Georgen war in vorreformatorischer Zeit Sitz einer Sebastiansbruderschaft, die mit dem Ablasswesen verbunden war.
Mit Einführung der Reformation im Jahr 1554 unter Philipp von Solms-Braunfels nahm die Pfarrei den lutherischen Glauben an und wechselte 1582/1583 unter Graf Konrad von Solms-Braunfels (1540–1592) zum reformierten Bekenntnis. Bis zum Jahr 1583, als Graf Konrad der Gemeinde die Schlosskirche in Braunfels zur Verfügung stellte, diente St. Georgen als Pfarrkirche des Ortes. Danach wurde St. Georgen zur Friedhofskirche. In den Jahren 1671 bis 1679 ließ Graf Heinrich Trajektin, der auch das Schloss umgestaltete, die Kirche umbauen.

## Architektur
Die annähernd geostete, weiß verputzte Kirche ist in Hanglage am Rande eines Friedhofgeländes südlich von Schloss Braunfels errichtet. Das spätromanische Kirchenschiff wurde vermutlich in gotischer Zeit nach Norden erweitert. Im Osten schließt sich ein quadratischer, eingezogener Chor an. Die rechteckige, romanische Seitenkapelle nördlich des Chores, die vermutlich als Sakristei genutzt wurde, besitzt ein gotisches Kreuzgratgewölbe. Chor und Kapelle werden von einem gemeinsamen verschieferten Satteldach gedeckt, dessen First im Osten etwas niedriger ist. Nord- und Südseite des Satteldachs sind mit je vier kleinen Gauben bestückt. Im Osten wurde 1857 ein spitzer, vollständig verschieferter Dachreiter mit einer Wetterfahne aufgesetzt. Die Glockenstube beherbergt eine Glocke, die 1679 von Martin Möller aus Frankfurt gegossen wurde. Eine Rincker-Glocke von 1890 wurde zu Kriegszwecken eingeschmolzen. Die östliche Giebelseite ist in Fachwerk ausgeführt. Die westliche Giebelseite mit Schopfwalm weist Opus spicatum auf und wird von zwei Strebepfeilern gestützt.
Die beiden romanischen Portale an der Südseite besitzen noch ihre mittelalterlichen Eisenbeschläge. Das größere Portal unter dem offenen Vorzeichen wird in das späte 12. Jahrhundert datiert. Es ist in einen Rechteckrahmen gefasst und wird von eingestellten Säulen flankiert. Chor und Sakristei werden durch zwei kleine Rundbogenfenster in mittlerer Höhe belichtet. In die Langseiten der Kirche sind Rundbogenfenster eingelassen; das Rundfenster am westlichen Ende der Südwand war ursprünglich ebenfalls ein Rundbogenfenster. Die Westseite ist fensterlos. Die Gewände der Fenster weisen rote Quaderbemalung auf.

## Ausstattung
Der Innenraum ist flachgedeckt. Die Balkendecke wird von zwei Längsunterzügen getragen. Ein spitzer Triumphbogen mit roter Quaderbemalung öffnet den Chor zum Langhaus. Den westlichen Abschluss bildet eine schmale Empore. Von ihrem spätgotischen Gestühl sind Reste erhalten. Der polygonale hölzerne Kanzelkorb des 18. Jahrhunderts ist am nördlichen Chorbogen aufgestellt. Er hat profilierte Kranzgesimse und hochrechteckige Füllungen, auf denen die vier Evangelisten dargestellt sind.

## Orgel
Das Orgelpositiv an der östlichen Chorwand wurde 1960 von Günter Hardt gebaut. Das Instrument verfügt über sechs Register. Die Disposition lautet wie folgt:
| Manual C–  |       |
| Gedackt    | 8′    |
| Prinzipal  | 4′    |
| Rohrflöte  | 4′    |
| Oktave     | 2′    |
| Mixtur III | 1 ⁄3′ |

| Pedal C– |     |
| Subbaß   | 16′ |

Aufgrund von Schimmelbefall wurde das Orgelpositiv im Oktober 2024 durch ein elektronisches Instrument ersetzt.

## Epitaphien

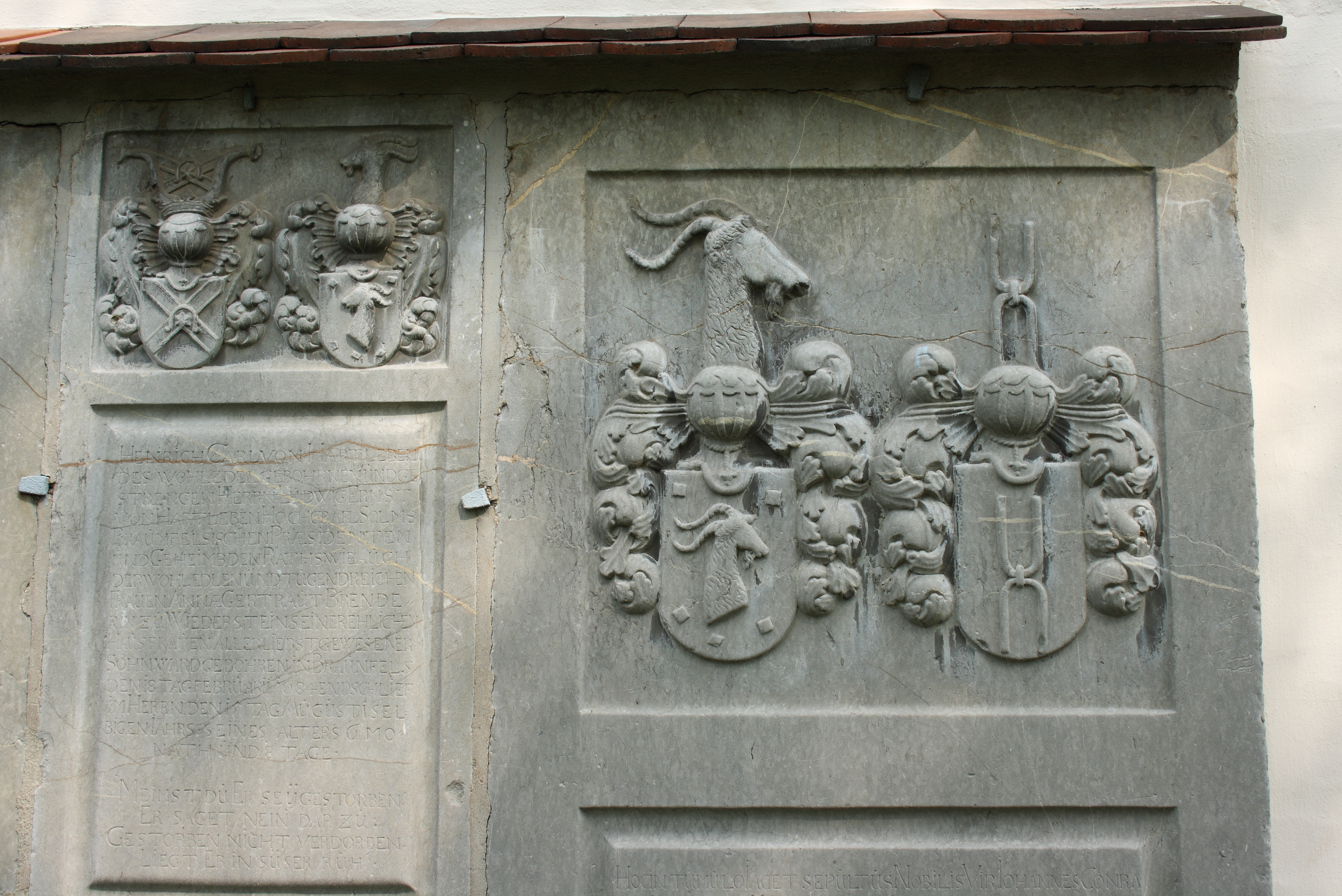
Epitaph an der Außenmauer

In der Kirche und an der Außenmauer sind zahlreiche Epitaphien und Grabsteine aus dem 17. und 18. Jahrhundert erhalten. Im Inneren erinnert das Doppelepitaph aus schwarzem Lahnmarmor an der nördlichen Ostwand an den Geheimrat Mathias Stock († 1761) und seine Frau Christina Catharina († 1748). Auf dem mittigen Pilaster mit Volutenkapitell ruhen zwei Rundbögen mit den beiden Familienwappen. An der südlichen Ostwand ist das Epitaph für den Geheimrat Caesar Bremer (1651–1728) aufgestellt, das aus schwarzem Lahnmarmor gefertigt ist. Zwei Pilaster mit gedrehten Säulen stützen einen Architrav, über dem ein geschwungenes Bogenfeld den Abschluss bildet.